# Пеленг (навігація)

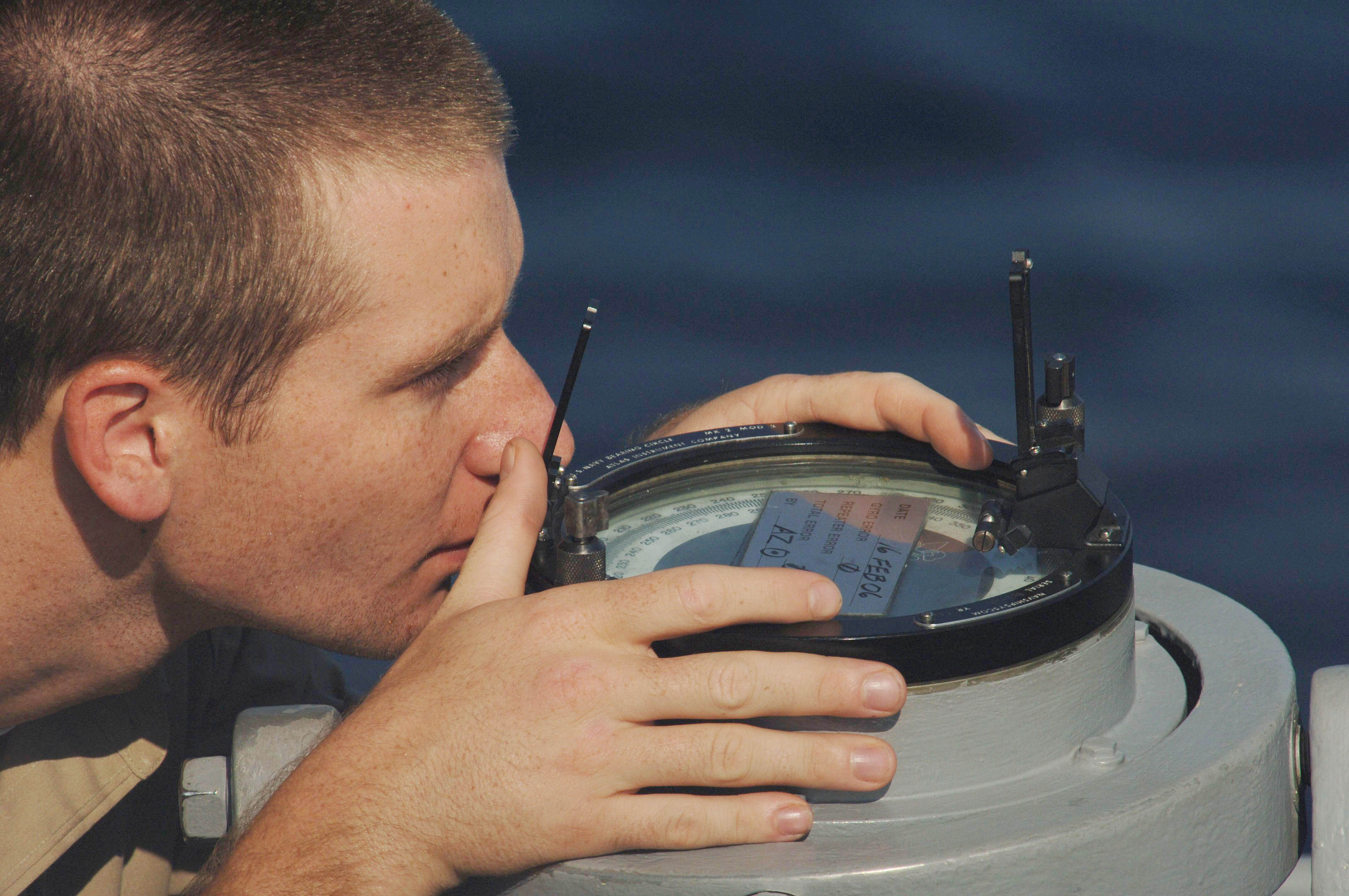
Взяття пеленга за допомогою пеленгатора, встановленого на репітері гірокомпаса.

Пе́ленг (від нід. peiling; англ. bearing)— кут між напрямом від спостерігача до будь-якого об'єкта і меридіаном. Визначають кутом між площиною меридіана і вертикальною площиною, яка проходить через центр компаса та об'єкта. Розрізняють справжній пеленг (відлічується за географічним меридіаном), магнітний (відлічується за магнітним меридіаном) і компасний (відлічується на основі показань магнітного компаса без врахування магнітної девіації). Відлік пеленга ведеться від 0° до 360° за годинниковою стрілкою.
Для визначення пеленгів використовується навігаційний прилад — пеленгатор. Розрізняють пеленгатори візуальні (з використанням оптичних приладів), а також акустичні, гідроакустичні, теплові, радіопеленгатори. Візуальний пеленгатор являє собою діоптр, розміщений на кришці котелка компаса, через який спостерігач засікає орієнтир і надалі визначає його градусну міру (пеленгує).
Для визначення місцезнаходження корабля при неможливості визначити відстань до запеленгованого об'єкта використовується спосіб крюйс-пеленга (від нід. kruis — «хрест»). Беруть два пеленги одного і того ж об'єкта через певний проміжок часу і, врахувавши лінійне переміщення корабля за час між пеленгами за показаннями лага, графічною побудовою визначають місцезнаходження корабля на карті.
У військовому флоті існує таке поняття, як величина зміни пеленга (ВЗП) — вона показує величину зміни пеленга на ціль (противника) за одну хвилину, виражену в градусах. При зміні пеленга за годинниковою стрілкою ВЗП вважається додатною, проти годинникової стрілки — від'ємною.

## Інші значення
У військових пеленг — метод цілевказання; те саме, що азимут, проте нуль не в напрямку на північ, а в напрямку на певний орієнтир; визначається від променя на вказаний орієнтир за поділками циферблата годинника. Скажімо: «Орієнтир — заводська труба. Ціль № 1 — БМП 450 м на 2 години. Ціль № 2 — кулемет 320м — на 10.30»
Пеленг шикування — кут між меридіаном і лінією шикування від 0 до 360°, відлічуваний за стрілкою годинника. Використовується для шикування пеленгами.

## Radial

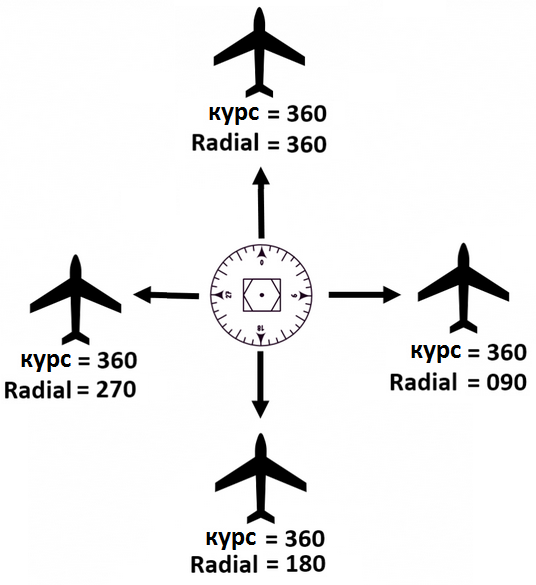
Літаки, що летять одним курсом, перебуваючи на різних Radial

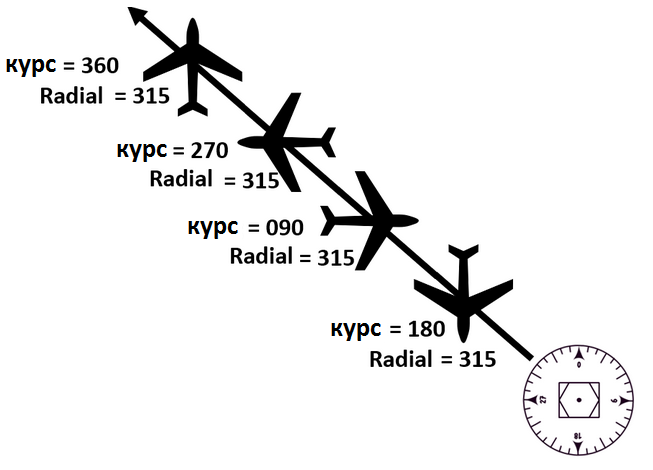
Літаки, що летять різними курсами, перебуваючи на одному Radial

Radial — це варіант пеленга. Він завжди пов'язаний з магнітним напрямком від радіомаяка VOR. Пеленг — це більш загальний термін:
- його можна виміряти з будь-якої точки (радіомаяк, навігаційна точка, літак або просто точка з координатами)
- пеленг може бути відміряний від будь-якого меридіана, не обов'язково магнітного.
Radial показує відносне положення літака до VOR. Немає зв'язку між radial і курсом (або шляховим кутом) літака. Наприклад, якщо літак знаходиться на Radial 360 (на північ від VOR), він може летіти за будь-яким курсом (або шляховим кутом), хоча і нетривалий час.